# 威顺王
威顺王，中国元朝封爵之一，為元朝的藩王。

## 元朝
封地不详，为金印螭纽王。
- 宽彻不花，脱欢之子，泰定三年（1326年）被封為威顺王，至正十六年（1356年）去世。[1]